# SR-50

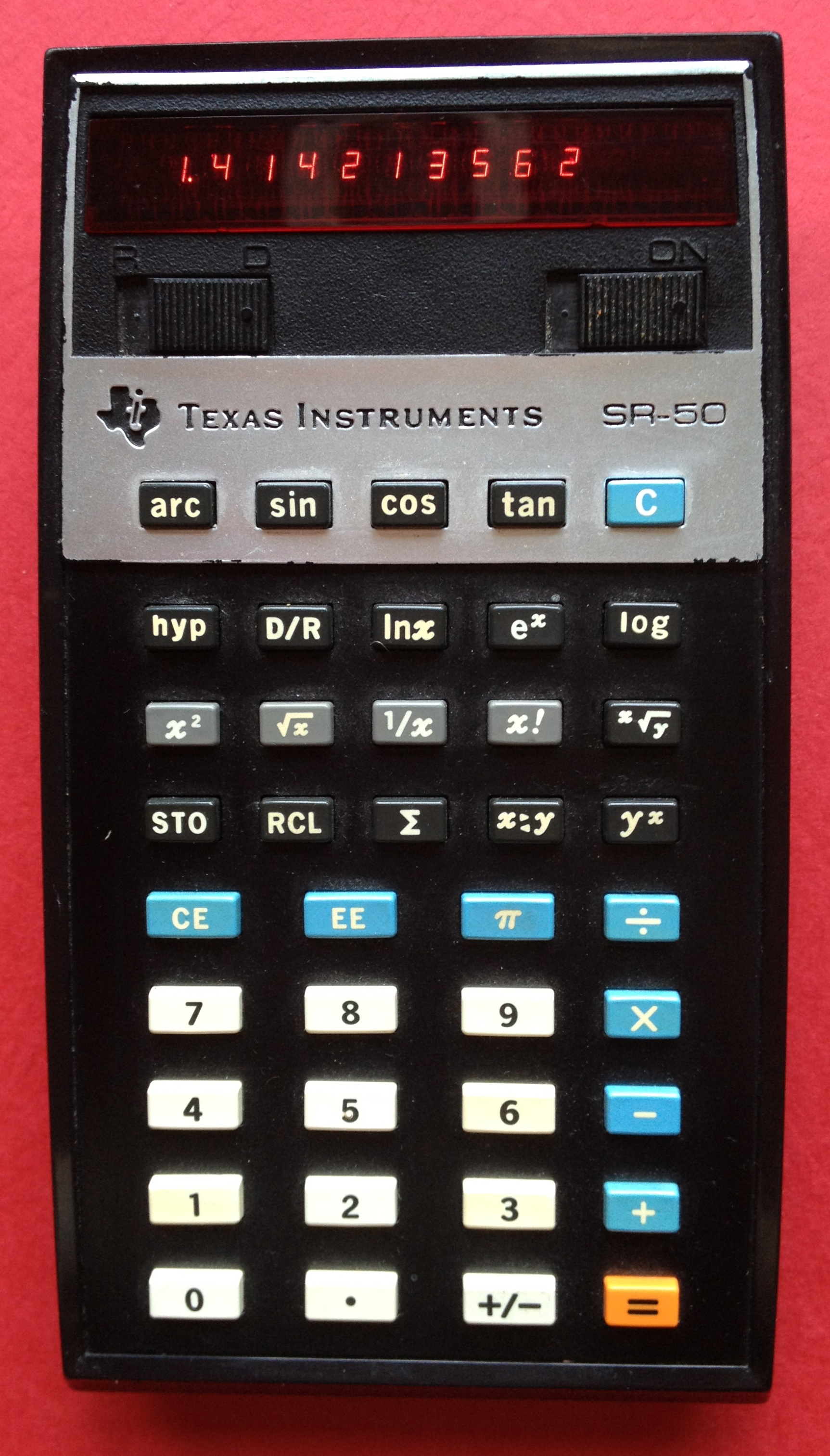
SR-50 (1974)

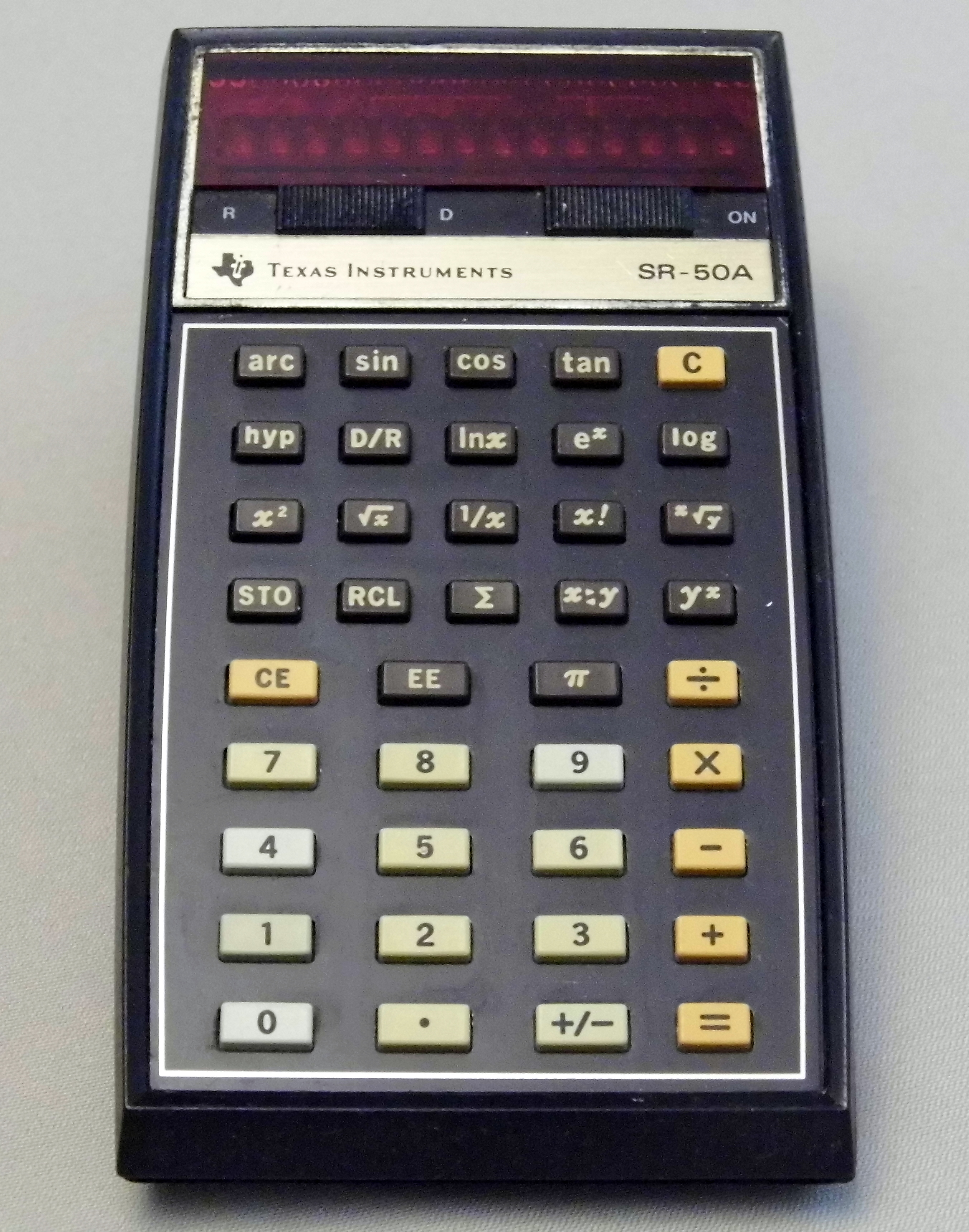
Nachfolger SR-50A (1975)

Der SR-50 von Texas Instruments (TI) ist ein technisch-wissenschaftlicher Taschenrechner. Er war das erste TI-Modell mit trigonometrischen und Logarithmus-Funktionen. Das Kürzel SR bedeutet slide rule, engl. für Rechenschieber.

## Zeitliche Einordnung
Am 15. Januar 1974 stellte Texas Instruments, rund zwei Jahre nach der Präsentation des HP-35 von Hewlett-Packard, den SR-50 auf dem US-Markt vor. Dort kostete er anfangs rund 170 Dollar; in Deutschland wurde er für 520 DM angeboten, was kaufkraftbereinigt heute einer Summe von 934 $ bzw. 882 EUR entspricht. Ein HP-35 kostete 1972 mit 395 $ (heute 2.558 $) mehr als das Doppelte. 
Im März 1975 kam mit gleichem Funktionsumfang und Tastenanordnung der Nachfolger SR-50A heraus. Das Modell, im Design des sechs Monate später präsentierten SR-52, war günstiger herzustellen und kostete nur noch rund 110 $ (heute 554 $).

## Eigenschaften
Wie alle seine Nachfolger verwendet der SR-50 eingeschränkt die algebraische Hierarchie, also die Eingabe jedes mathematischen Ausdrucks von links nach rechts (Funktionsaufrufe aber nach den Parametern!). Das TI-eigene Algebraic Operation System (AOS) gewährleistet mit drei internen Registern X,Y,Z die Operatorrangfolge in der mathematischen Notation. 
Im Gegensatz dazu verwendet der HP-35 für die Eingabe die umgekehrte polnische Notation (UPN). Diese benötigt weniger Tasteneingaben, muss jedoch vom Anwender erst erlernt werden. Ihre Vorteile kommen erst beim intensiveren Gebrauch und bei der Arbeit mit komplizierten Formeln zum Tragen.
Im Vergleich zu den teureren HP-35/HP-45, welche diese Möglichkeit nicht boten, hatte der SR-50 Tasten zur direkten Berechnung der Fakultät ({\displaystyle x!}) sowie von Hyperbelfunktionen. Viele neuere TI-Rechner, wie die programmierbaren Modelle SR-56/TI-57, verzichteten wieder auf diese Funktionstasten. 
Der SR-50 hat eine Folientastatur mit 40 Tasten sowie eine 14-stellige LED-Siebensegmentanzeige. Zum Lieferumfang gehörte ein Ladegerät für das NiCd-Akkupack.

### Funktionen

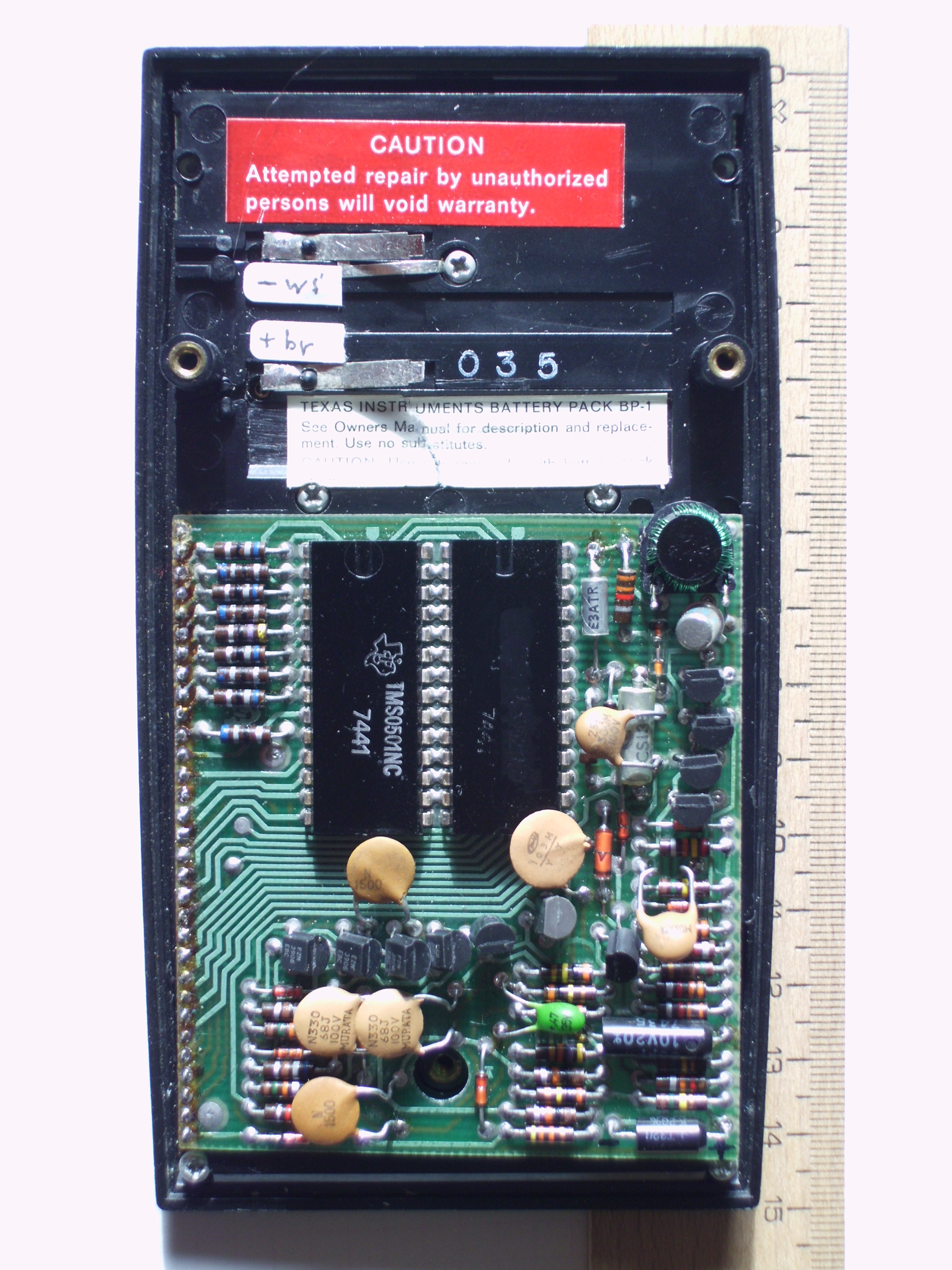
Geöffnetes Gerät. Im Akkufach der Datumscode 035 entspr. 3. Woche 1975

- Anzeige in wissenschaftlicher Notation: 10-stellige Mantisse mit 2-stelligem Exponenten (zur Basis 10), dazu ggf. zwei Minuszeichen
- Algebraische Eingabe (AOS - Texas Instruments Algebraic Operation System) mit Beachtung der Operatorrangfolge für max. 3 offene Operationen
- Zwei Schiebeschalter: Auswahl Bogen- (RAD) oder Gradmaß (DEG) für die trigonometrischen Funktionen sowie Ein/Aus-Schalter
- Taste D/R zur Umwandlung von Grad- in Bogenmaß (oder umgekehrt - abhängig von der Stellung des R/D-Schiebeschalters)
- sin, cos, tan mit Umkehrfunktionen (Arkusfunktionen: arcsin, arccos, arctan) sowie die Hyperbelfunktionen sinh, cosh,  tanh mit deren Umkehrfunktionen (Areafunktionen: arsinh, arcosh, artanh)
- Kreiszahl-Taste ({\displaystyle \pi \approx 3{,}141592\ldots \ })
- Quadratzahl ({\displaystyle x^{2}}) und -wurzel ({\displaystyle {\sqrt {x}}} bzw. {\displaystyle {\sqrt[{2\,}]{x}}}), Kehrwert (1/x),
- Allgem. Potenz- ({\displaystyle y^{x}}) und Wurzelfunktion ({\displaystyle {\sqrt[{x\,}]{y}}}). Zusätzliche Taste zur Vertauschung von x und y bzw. bei Divisionen von Dividend und Divisor.
- Zehner- ({\displaystyle \log }) und natürlicher ({\displaystyle \ln }) Logarithmus
- Exponentialfunktion ({\displaystyle e^{x}})
- Fakultät ({\displaystyle x!})
- Akkumulationstaste (Σ) zur Summierung im Speicher

### Zahlenformat und Rechengenauigkeit
Intern rechnet das Gerät 13-stellig. Auf 10 Stellen gerundet, wird das Ergebnis in der Anzeige mit 10-stelliger Mantisse und 2-stelligem Exponenten zuzüglich evtl. negativer Vorzeichen dargestellt.

## Technische Daten
- ALU (Arithmetic and Logic Unit): TMC0501
- SCOM (Scanning Read Only Memory): TMC0521
- Display driver: 2 × 27882
- Stromversorgung: NiCd-Akkupack BP1 (3,6 V) und Ladegerät AC9200 oder AC9900